# Chlorops horridus
Chlorops horridus är en tvåvingeart som beskrevs av Becker 1910. Chlorops horridus ingår i släktet Chlorops och familjen fritflugor. Inga underarter finns listade i Catalogue of Life.